# Karnobat
Karnobat (en búlgaro: Карнобат) es una ciudad de Bulgaria, capital del municipio homónimo en la provincia de Burgas.

## Geografía
Se encuentra a una altitud de 214 m s. n. m. a 374 km de la capital nacional, Sofía.

## Demografía
Según estimación 2012 contaba con una población de 17 641 habitantes.
|         | 2004   | 2005   | 2006   | 2007   | 2008   | 2009   | 2010   |
| Mujeres | 9 972  | 9 898  | 9 869  | 9 721  | 9 675  | 9 562  | 9 454  |
| Varones | 9 511  | 9 379  | 9 266  | 9 059  | 8 979  | 8 918  | 8 760  |
| Total   | 19 483 | 19 277 | 19 135 | 18 780 | 18 654 | 18 480 | 18 214 |